# Marco Beltrami
Pour les articles homonymes, voir Beltrami.
 (mai 2025).
Si vous disposez d'ouvrages ou d'articles de référence ou si vous connaissez des sites web de qualité traitant du thème abordé ici, merci de compléter l'article en donnant les références utiles à sa vérifiabilité et en les liant à la section « Notes et références ».
Marco Edward Beltrami est un compositeur américain, d'origine italienne et grecque, né le 7 octobre 1966 à Long Island (New York).

## Biographie
Après avoir terminé sa scolarité, Marco Beltrami a suivi les cours de composition de musique de films dispensés par le maestro Jerry Goldsmith, avec qui il se lie d'amitié.
Il se fait connaître par le succès de Scream en 1996 et de ses suites et développe une collaboration soutenue avec son réalisateur, Wes Craven.
Dès lors, il alterne les films fantastiques et les thrillers mais sa musique prend une dimension dramatique plus aboutie avec les westerns que sont Trois enterrements et 3h10 pour Yuma, pour lequel il obtient sa première nomination à l'Oscar de la meilleure musique.
Toujours à la recherche de nouvelles sonorités, le travail qu'il effectue sur ces deux films est remarquable et sera suivi d'une autre gageure : remplacer son mentor Jerry Goldsmith sur le remake de La Malédiction, auquel il rendra un hommage réussi en adaptant le thème mémorable Ave Satani du film original.
Une seconde nomination à l'Oscar suivra pour le film Démineurs en 2010.

## Filmographie

### Longs métrages

#### Années 1990
- 1994 : Death Match de Joe Coppoletta
- 1995 : The Whispering de Gregory Gieras
- 1996 : Scream de Wes Craven
- 1997 : Mimic de Guillermo del Toro
- 1997 : Scream 2 de Wes Craven
- 1998 : Studio 54 (54) de Mark Christopher
- 1998 : The Faculty de Robert Rodriguez
- 1999 : The Minus Man de Hampton Fancher
- 1999 : The Florentine de Nick Stagliano
- 1999 : Walking Across Egypt d'Arthur Allan Seidenman

#### Années 2000
- 2000 : The Crow 3: Salvation (The Crow: Salvation) de Bharat Nalluri
- 2000 : Scream 3 de Wes Craven
- 2000 : The Incorporated de Kenneth Guertin
- 2000 : The Watcher de Joe Charbanik
- 2000 : Highway 395 de Fred Dryer
- 2000 : Dracula 2001 (Dracula 2000) de Patrick Lussier
- 2000 : Goodbye, Casanova de Mauro Borrell
- 2001 : Angel Eyes de Luis Mandoki
- 2001 : Une virée en enfer (Joy Ride) de John Dahl
- 2002 : The Dangerous Lives of Altar Boys de Peter Care
- 2002 : Dina (I Am Dina) d'Ole Bornedal
- 2002 : Resident Evil de Paul W.S. Anderson
- 2002 : Blade 2 de Guillermo del Toro
- 2002 : Les 20 premiers millions de Mick Jackson
- 2003 : Terminator 3 : le soulèvement des machines (Terminator 3: Rise of the Machines) de Jonathan Mostow
- 2004 : Hellboy de Guillermo del Toro
- 2004 : I, Robot d'Alex Proyas
- 2004 : Le Vol du Phœnix (Flight of the Phoenix) de John Moore
- 2005 : Cursed (Cursed) de Wes Craven
- 2005 : xXx² : The Next Level (xXx: State of the Union) de Lee Tamahori
- 2005 : Trois enterrements (The Three Burials of Melquiades Estrada) de Tommy Lee Jones
- 2005 : Red Eye : Sous haute pression (Red Eye) de Wes Craven
- 2006 : Underworld 2 : Évolution (Underworld: Evolution) de Len Wiseman
- 2006 : 666, la malédiction (The Omen) de John Moore
- 2007 : Captivity de Roland Joffé
- 2007 : The Substitute (Vikaren) d'Ole Bornedal
- 2007 : The Invisible de David S. Goyer
- 2007 : Die Hard 4 (Live free or Die Hard) de Len Wiseman
- 2007 : 3h10 pour Yuma (3:10 To Yuma) de James Mangold
- 2008 : The Eye de David Moreau et Xavier Palud
- 2008 : L'Instinct de mort de Jean-François Richet
- 2008 : L'Ennemi public no 1 de Jean-François Richet
- 2008 : Amusement de John Simpson
- 2008 : Max Payne de John Moore
- 2009 : Dans la brume électrique (In the Electric Mist) de Bertrand Tavernier
- 2009 : Prédictions (Knowing) d'Alex Proyas
- 2009 : Démineurs (The Hurt Locker) de Kathryn Bigelow (co-compositeur avec Buck Sanders)

#### Années 2010
- 2010 : Repo Men de Miguel Sapochnik
- 2010 : Jonah Hex de Jimmy Hayward
- 2010 : My Soul to Take de Wes Craven
- 2011 : Don't Be Afraid of the Dark de Troy Nixey
- 2011 : Soul Surfer de Sean McNamara
- 2011 : Scream 4 de Wes Craven
- 2011 : The Thing de Matthijs van Heijningen Jr.
- 2012 : The Sessions de Ben Lewin
- 2012 : La Dame en noir (The Woman in Black) de James Watkins
- 2012 : Cold Blood (Deadfall) de Stefan Ruzowitzky
- 2012 : Une nouvelle chance (Trouble with the Curve) de Robert Lorenz
- 2012 : Warm Bodies de Jonathan Levine
- 2013 : Die Hard : Belle journée pour mourir (A Good Day to Die Hard) de John Moore
- 2013 : World War Z de Marc Forster
- 2013 : Wolverine : Le Combat de l'immortel (The Wolverine) de James Mangold
- 2013 : Snowpiercer, le Transperceneige (Snowpiercer) de Bong Joon-ho
- 2013 : Carrie : La Vengeance (Carrie) de Kimberly Peirce
- 2014 : The Homesman de Tommy Lee Jones
- 2014 : The Giver de Phillip Noyce
- 2014 : The November Man de Roger Donaldson
- 2014 : Quand vient la nuit (The Drop) de Michaël R. Roskam
- 2014 : Le Septième Fils (Seventh Son) de Sergey Bodrov
- 2014 : La Dame en noir 2 : L'ange de la mort (The Woman in Black 2: Angel of Death) de Tom Harper
- 2015 : True Story de Rupert Goold
- 2015 : The Coup de John Erick Dowdle
- 2015 : Gunman (The Gunman) de Pierre Morel
- 2015 : Les Quatre Fantastiques (The Fantastic Four) de Josh Trank (co-écrit avec Philip Glass)
- 2015 : Hitman: Agent 47 d'Aleksander Bach
- 2015 : No Escape de John Erick Dowdle
- 2016 : Gods of Egypt d'Alex Proyas
- 2016 : Instinct de survie (The Shallows) de Jaume Collet-Serra
- 2016 : Ben-Hur de Timur Bekmambetov
- 2017 : Logan de James Mangold
- 2017 : D'abord, ils ont tué mon père (First They Killed My Father) d'Angelina Jolie
- 2017 : Little Evil de Eli Craig
- 2017 : Le Bonhomme de neige (The Snowman) de Tomas Alfredson
- 2017 : Matilda d'Alekseï Outchitel
- 2018 : Sans un bruit (A Quiet Place) de John Krasinski
- 2018 : L'Empereur de Paris de Jean-François Richet (co-compositeur avec Marcus Trumpp)
- 2019 : Extremely Wicked, Shockingly Evil and Vile de Joe Berlinger
- 2019 : Velvet Buzzsaw de Dan Gilroy
- 2019 : Séduis-moi si tu peux ! (Long Shot) de Jonathan Levine
- 2019 : Le Mans 66 (Ford v. Ferrari) de James Mangold (avec Buck Sanders)
- 2019 : Scary Stories to Tell in the Dark d'André Øvredal

#### Années 2020
- 2020 : Underwater de William Eubank
- 2020 : Sans un bruit 2 (A Quiet Place: Part II) de John Krasinski
- 2020 : The Way I See It (documentaire) de Dawn Porter
- 2020 : Love and Monsters de Michael Matthews
- 2021 : Fear Street, partie 1 : 1994 (Fear Street Part 1: 1994) de Leigh Janiak
- 2021 : Fear Street, partie 2 : 1978 (Fear Street Part 2: 1978) de Leigh Janiak
- 2021 : Fear Street, partie 3 : 1666 (Fear Street Part 3: 1666) de Leigh Janiak
- 2021 : Venom: Let There Be Carnage d'Andy Serkis
- 2022 : Eaux profondes (Deep Water) d'Adrian Lyne
- 2022 : No Exit de Damien Power (avec Miles Hankins)
- 2023 : Mayday (Plane) de Jean-François Richet
- 2023 : Silent Night de John Woo
- 2024 : The Killer de John Woo
- 2025 : The Unholy Trinity de Richard Gray
- 2025 : Deaf President Now! de Nyle DiMarco et Davis Guggenheim

### Courts métrages
- 1995 : The Bicyclist
- 2012 : El rio de las lagrimas
- 2012 : Miño
- 2013 : Stab 9: The Real Life Sequel
- 2014 : Compound 147
- 2019 : Free Solo

### Téléfilms
- 1996 : Inhumanoid
- 1997 : Un étranger dans la maison (Stranger in My Home)
- 1998 : David et Lisa
- 1999 : Deep Water (Dybt vand) d'Ole Bornedal
- 1999 : Morinie : Une leçon de vie (Tuesdays with Morrie)
- 2002 : Scoring Resident Evil (vidéo)
- 2002 : Playing Dead : 'Resident Evil' from Game to Screen (vidéo)
- 2003 : Dracula II : Ascension (vidéo)
- 2004 : Hellboy: The Seeds of Creation (vidéo)
- 2005 : The Cursed Effects (vidéo)
- 2005 : Creature Editing 101 (vidéo)
- 2005 : Behind the Fangs: The Making of 'Cursed' (documentaire)
- 2006 : Abbey Road Sessions (documentaire)
- 2011 : The Sunset Limited de Tommy Lee Jones

### Séries télévisées
- 1994 : Love Street (2 épisodes)
- 1995 : Mike Land, détective (Land's End)
- 1997 : Dellaventura (1 épisode)
- 2002 : L'Île de l'étrange (Glory Days)
- 2000-2004 : The practice: Bobby Donnell & associés (85 épisodes)
- 2009-2011 : V (22 épisodes)
- 2014 : 1864 (8 épisodes)
- 2014-2016 : TURN (11 épisodes)
- 2015-2016 : Lucifer (13 épisodes)
- 2017-2018 : Six (18 épisodes)